# Ertzaintza
La Ertzaintza (AFI: [erts̻aints̻a]) es la policía autonómica del País Vasco. Fue creada en 1982 cuando Carlos Garaikoetxea era lehendakari, en desarrollo del Estatuto de Guernica. Es heredera de la Ertzaña constituida por el Gobierno Provisional del País Vasco durante la guerra civil española en desarrollo del Estatuto de Autonomía de la Segunda República. Es una de las cuatro fuerzas y cuerpos de seguridad españoles de carácter autonómico, junto a los Mozos de Escuadra catalanes, la Policía Foral de Navarra y la Policía Canaria. Se denomina ertzaina (‘cuidador del pueblo’) a cada uno de los 8000 agentes del cuerpo y ertzain-etxea (‘casa de ertzainas’) a las comisarías.
La policía vasca tiene su base central en Erandio y dispone de 25 comisarías repartidas en las distintas comarcas del País Vasco, así como diversas oficinas de atención al público como la del Aeropuerto de Bilbao (en Lujua, Vizcaya) y las del centro de las capitales. Otras bases importantes son las de Yurreta (Vizcaya) y Arcaute en Vitoria (Álava), que es también la academia donde se forman los policías vascos, y Berroci, Bernedo (Álava), donde se encuentra la sede de la BBT (Berrozi Berezi Taldea).
Actualmente, la Ertzaintza tiene la consideración de «policía integral» del País Vasco. Es titular de todas las competencias en materia de orden público, seguridad ciudadana, tráfico y juego y espectáculos de la autonomía. También ejerce labores de lucha antiterrorista, investigación y policía judicial. El cuerpo depende del Departamento de Seguridad del Gobierno vasco, cuyo responsable es Josu Erkoreka. La directora de la policía vasca es Victoria Landa y el puesto de jefe operativo está vacante tras la dimisión en 2014 de Jorge Aldekoa.

## Historia

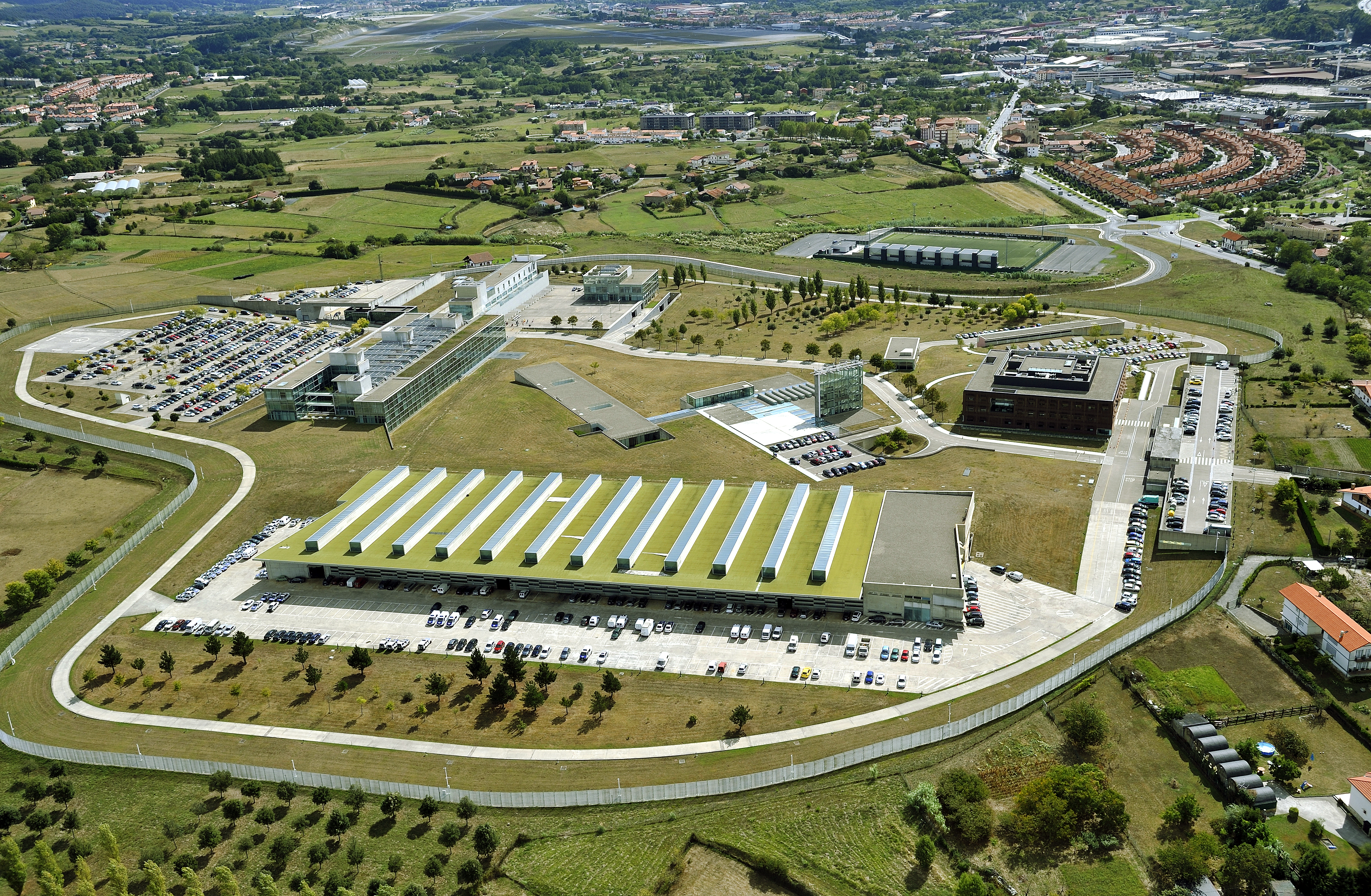
Sede de la Ertzaintza en Erandio.

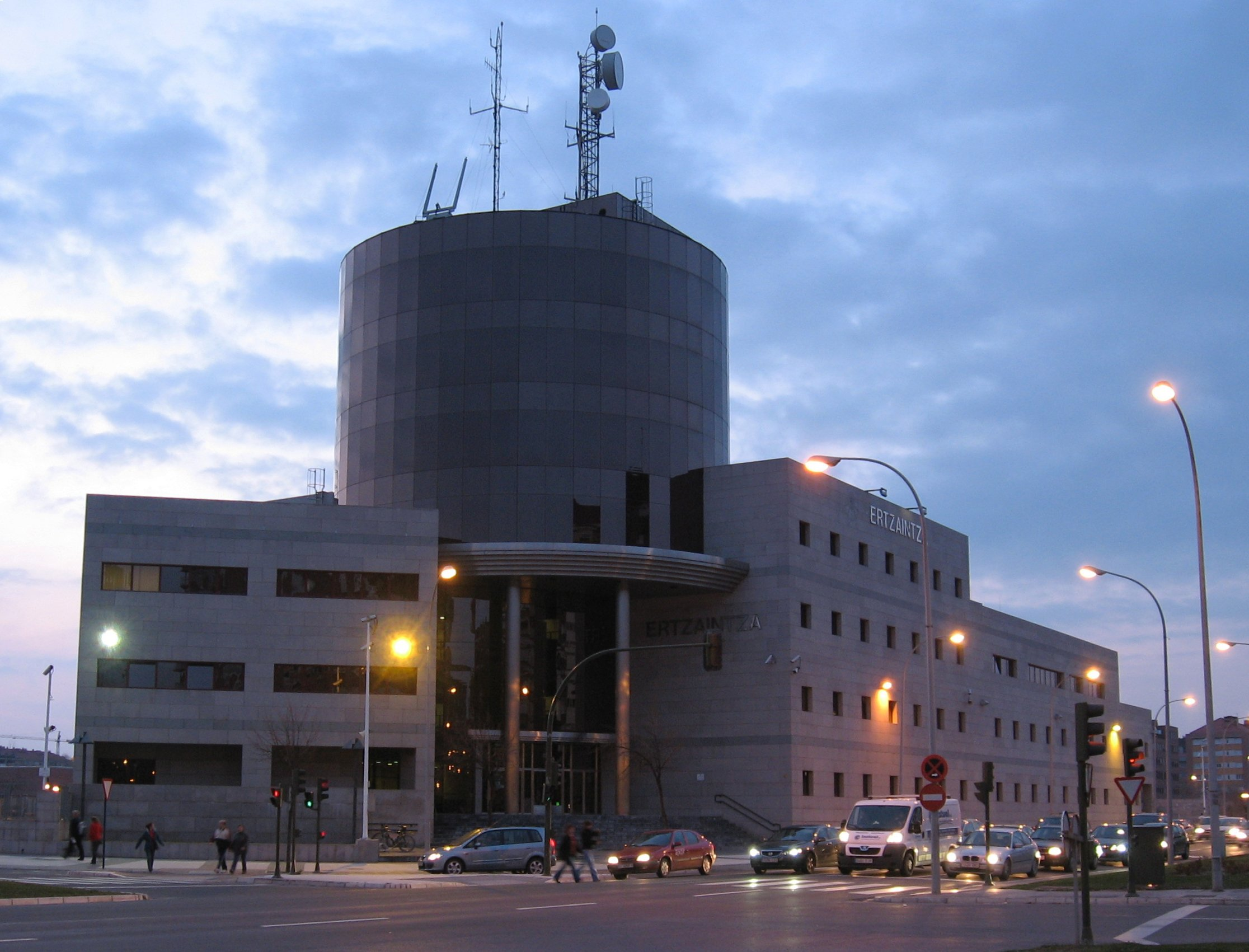
Comisaría de la Ertzaintza en el barrio de Lakua, en Vitoria.

Los orígenes de la Ertzaintza actual, como fuerza policial integral vasca, pueden remontarse a las viejas milicias municipales, muy comunes en toda España, que eran organizaciones populares al servicio de los ayuntamientos, creadas para satisfacer la necesidad de la seguridad pública. Sin embargo, no fue hasta el siglo XIX cuando, dejando de lado esfuerzos voluntaristas, se llega a la creación de los primeros cuerpos como policías profesionales. Fue una respuesta resuelta al bandidaje, que era consecuencia de las convulsiones políticas y sociales de final del siglo XVIII en España. El contexto decisivo para su configuración se dio durante la primera guerra carlista, cuando los miqueletes de Vizcaya y de Guipúzcoa, así como los miñones de Álava, comenzaron sus actividades.
Durante la Guerra Civil, el primer Gobierno Vasco de José Antonio Aguirre, asumiendo sus competencias de «mantenimiento de la paz social y el orden público», disuelve los cuerpos de seguridad existentes en Vizcaya (Guardia Civil y Guardia de Asalto) y crea una nueva organización policial que se llamaría Ertzaña, aunque su primer nombre fue Policía Militar de Euzkadi. Estaba formada por la Ertzaña de a pie y la Ertzaña Igiletua, o sección motorizada. El consejero de Gobernación (Interior) era Telesforo Monzón y su sede se encontraba en el Palacio de Ibaigane de Bilbao, actual sede del Athletic Club.
La palabra Ertzaiña («cuidador del pueblo») fue creada por Esteban Urkiaga «Lauaxeta», escritor nacionalista vasco fusilado por los sublevados durante la guerra civil española.

### Desarrollo posterior

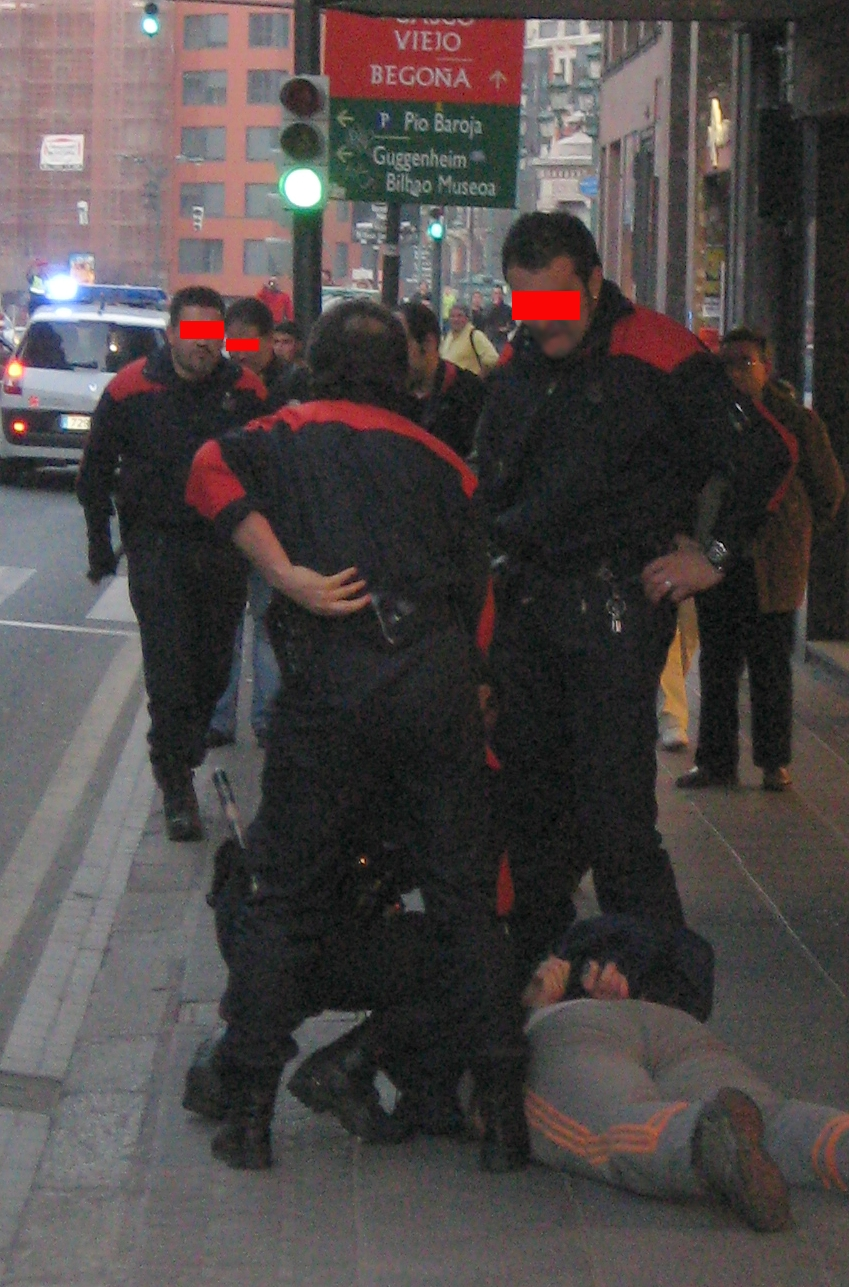
Ertzainas inmovilizando a un detenido.

En un primer momento, en 1980 se estableció un campo provisional de entrenamiento para las unidades de élite en la localidad alavesa de Berroci, que se encontraba abandonada. De ella han tomado su nombre distintas unidades como el Berrozi Berezi Taldea, el Grupo Especial de Intervención de la Ertzaintza, o el servicio de escoltas del lehendakari y de sus consejeros.
Con el paso del tiempo se creó una academia estable en el pueblo de Arcaute, situado en el término municipal de Vitoria, para las siguientes promociones. Siendo lehendakari Carlos Garaikoetxea y consejero de Interior Luis María Retolaza, se inauguró en 1982 su actual sede. Su primer director fue, durante cuatro años, Juan Porres Azkona. La actual directora es Malentxo Arruabarrena.
En los últimos años, la academia ha pasado a formar también a miembros de las Policías Locales del País Vasco y de los servicios de emergencias.
Hasta 2015, han pasado por la academia 24 promociones de agentes y la número 25, de 250 plazas, accederá a lo largo del año tras la correspondiente OPE. Para la 21.ª promoción, convocada en abril de 2007, se ofertaron 120 plazas, que por primera vez se han separado en 60 plazas únicamente para mujeres y otras 60 plazas mixtas. Aquella promoción permitió alcanzar la cifra de los 8.000 agentes acordada entre el Departamento de Interior del Gobierno vasco y el Ministerio de Interior del Gobierno de España en 2004. Distintas instancias judiciales declararon "inconstitucionales" esas cuotas para mujeres, que ya no existen en las más recientes promociones a falta de una regulación en la futura Ley de Policía del País Vasco que ha prometido Beltrán de Heredia.
En el verano de 2007, un auto del Tribunal Supremo resolvió el recurso del Gobierno Vasco sobre la presencia o no de la bandera española en el exterior de la academia, confirmando que «en los edificios públicos autonómicos ha de ondear de forma permanente la bandera de España, bien en solitario o bien conjuntamente con la bandera autonómica». Desde octubre de 2007, la bandera de España está izada en la Academia junto a la ikurriña y a la bandera de la Ertzaintza.

## Formación
En la actualidad, los miembros de la XXIX promoción se encuentran realizando las prácticas tras haber finalizado el curso de formación en noviembre de 2021. Los alumnos de la XXX promoción ingresarán en la academia vasca de policía y emergencias en febrero de 2022. Los futuros agentes pasarán un periodo de unos 9 meses, durante los cuales y tras haber superado un periodo de oposición de cerca de un año, aprenden las diferentes disciplinas que les serán útiles en su futuro laboral. Tras un período mínimo de 12 meses de prácticas prestando servicio activo en diferentes unidades, los agentes son designados funcionarios de carrera.
A pesar de tener gran importancia, el conocimiento del euskera no es requisito indispensable para acceder al curso. De hecho, más de la mitad de los policías vascos no domina el idioma. El plan de euskara aprobado recientemente por Estefanía Beltrán de Heredia plantea esa lengua como requisito en un futuro próximo.

## Grados de la Ertzaintza
| Grados de la Ertzaintza |                   | Escala superior | Escala superior | Escala ejecutiva                      | Escala ejecutiva                      | Escala de inspección                  | Escala de inspección                  | Escala básica                         | Escala básica                         |
| ----------------------- | ----------------- | --------------- | --------------- | ------------------------------------- | ------------------------------------- | ------------------------------------- | ------------------------------------- | ------------------------------------- | ------------------------------------- |
| Ertzaintza              | Escudo de gorra   | Escala superior | Escala superior | Escala básica, inspección y ejecutiva | Escala básica, inspección y ejecutiva | Escala básica, inspección y ejecutiva | Escala básica, inspección y ejecutiva | Escala básica, inspección y ejecutiva | Escala básica, inspección y ejecutiva |
| Ertzaintza              | Hombrera rígida   |                 | Intendente      | Comisario                             | Subcomisario                          | Oficial                               | Suboficial                            | Agente primero                        | Agente                                |
| Ertzaintza              | Hombrera flexible |                 | Intendente      | Comisario                             | Subcomisario                          | Oficial                               | Suboficial                            | Agente primero                        | Agente                                |
| Ertzaintza              | Emblema de grado  |                 | Intendente      | Comisario                             | Subcomisario                          | Oficial                               | Suboficial                            | Agente primero                        | Agente                                |
| Ertzaintza              | Grado             | Superintendente | Intendente      | Comisario                             | Subcomisario                          | Oficial                               | Suboficial                            | Agente primero                        | Agente                                |

| Grados de la Ertzaintza |                   | Escala de facultativos y técnicos | Escala de facultativos y técnicos | Escala de facultativos y técnicos | Escala de facultativos y técnicos |
| ----------------------- | ----------------- | --------------------------------- | --------------------------------- | --------------------------------- | --------------------------------- |
| Ertzaintza              | Escudo de gorra   | Escala superior                   | Escala superior                   | Escala superior                   | Escala superior                   |
| Ertzaintza              | Hombrera rígida   | Grupo A1                          | Grupo A2                          | Grupo C1                          | Grupo C2                          |
| Ertzaintza              | Hombrera flexible | Grupo A1                          | Grupo A2                          | Grupo C1                          | Grupo C2                          |
| Ertzaintza              | Emblema de grado  | Grupo A1                          | Grupo A2                          | Grupo C2                          | Grupo C2                          |
| Ertzaintza              | Grupo             | Grupo A1                          | Grupo A2                          | Grupo C1                          | Grupo C2                          |

## Organización de la Ertzaintza

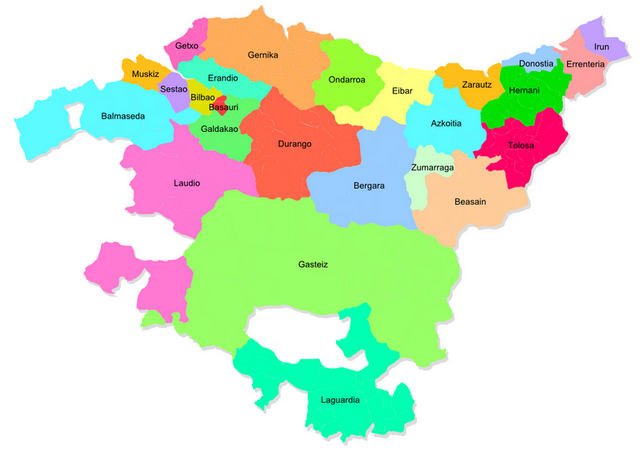
Mapa de las comisarías

La Ertzaintza está dividida en dos divisiones, Protección Ciudadana e Investigación, a las que se suma la Oficina de Inteligencia. Una unidad de funcionarios laborales no policiales (UtAP) actúa como grupo de apoyo en labores administrativas. Estas son las unidades más importantes:
Seguridad Ciudadana
Unidad encargada de patrullar las calles. Hasta 2011, como consecuencia del cese de las actividades terroristas de ETA, no lo habían podido hacer a pie y desde entonces se ha propuesto ganar en "cercanía", como las denominadas korrikas. Más de 4000 agentes pertenecen a esta unidad, la más amplia y próxima al ciudadano del cuerpo. Utilizan vehículos como el BMW X1 XDrive 25e o el SEAT León X-Perience, aunque el material rodante en los últimos años eran los Volkswagen Passat blindados y los Renault 19, Megane y Seat Altea XL. Portan uniforme azul oscuro con gorra –ya no se emplea la chapela o boina, excepto en el uniforme de gala y en el de oficina-. Las cazadoras son rojas.
Investigación y Policía Científica
La Ertzaintza tiene grupos de investigación especializados en distintas materias, como delincuencia transfronteriza (Eten), delitos económicos, delitos medioambientales, etc. También existe una unidad de Policía Científica que ha resuelto varios crímenes con pruebas de ADN, como los asesinatos de Joseba Pagazaurtundua y Amaia Azkue.
Tráfico
Es la unidad más antigua del cuerpo, en las carreteras vascas desde 1982 en sustitución de la Guardia Civil. Practican controles de velocidad y de alcoholemia y drogas. En su uniforme portan elementos fluorescentes para hacerse ver en carretera.
Brigada Móvil
La Brigada Móvil es la unidad antidisturbios de la Ertzaintza, más conocida como los beltzak («negros»; beltza en euskera significa «negro») por su uniforme negro. Históricamente, han llevado verduguillo para taparse la cara por su seguridad y casco rojo. Es una unidad de apoyo que se encarga de prestar auxilio a los equipos de Seguridad Ciudadana en grandes eventos o en asuntos como el traslado de presos.
Berrozi Berezi Taldea (BBT)
Es el Grupo Especial de Intervención que actúa ante una toma de rehenes o un atentado terrorista, y realiza operaciones de seguridad de especial relevancia, como la vigilancia desde puntos elevados ante la visita de altas instituciones del Estado. Se entrenan en Berroci, una base construida sobre un pueblo abandonado en el corazón de Álava, donde también lo hacen los escoltas.
En esta misma base se encuentra la unidad canina de la Ertzaintza, con perros adiestrados en la localización de artefactos explosivos, drogas o personas desaparecidas.
Unidad de Vigilancia y Rescate (UVR)
Es la unidad encargada de realizar los rescates, por mar, tierra y aire. Anteriormente era la Brigada Móvil la que efectuaba los rescates. Su base se encuentra en Yurreta, en el mismo lugar que la Brigada Móvil.
Unidad de Desactivación de Explosivos (UDE)
Es una unidad creada para la lucha contra ETA. Eran los encargados de desactivar los artefactos explosivos que colocaba la banda terrorista. Tras el fin de ETA están centrados en el terrorismo islámico y los incidentes de tipo NRBQ (Nuclear, Radiológico, Biológico y Químico, por sus siglas en inglés). Su base está en Yurreta.
Patrullas de Reacción Inmediata (PRI)
Es una unidad creada para ser los primeros en actuar en caso de atentado terrorista, secuestros, atracos o incidentes con armas blancas, entre otros. Hay tres patrullas de reacción inmediata trabajando de forma simultánea, una en cada territorio histórico, y están compuestas por tres integrantes, un agente 1º y dos agentes. El personal que compone dicha unidad son integrantes de la Brigada Móvil.

## La lucha antiterrorista

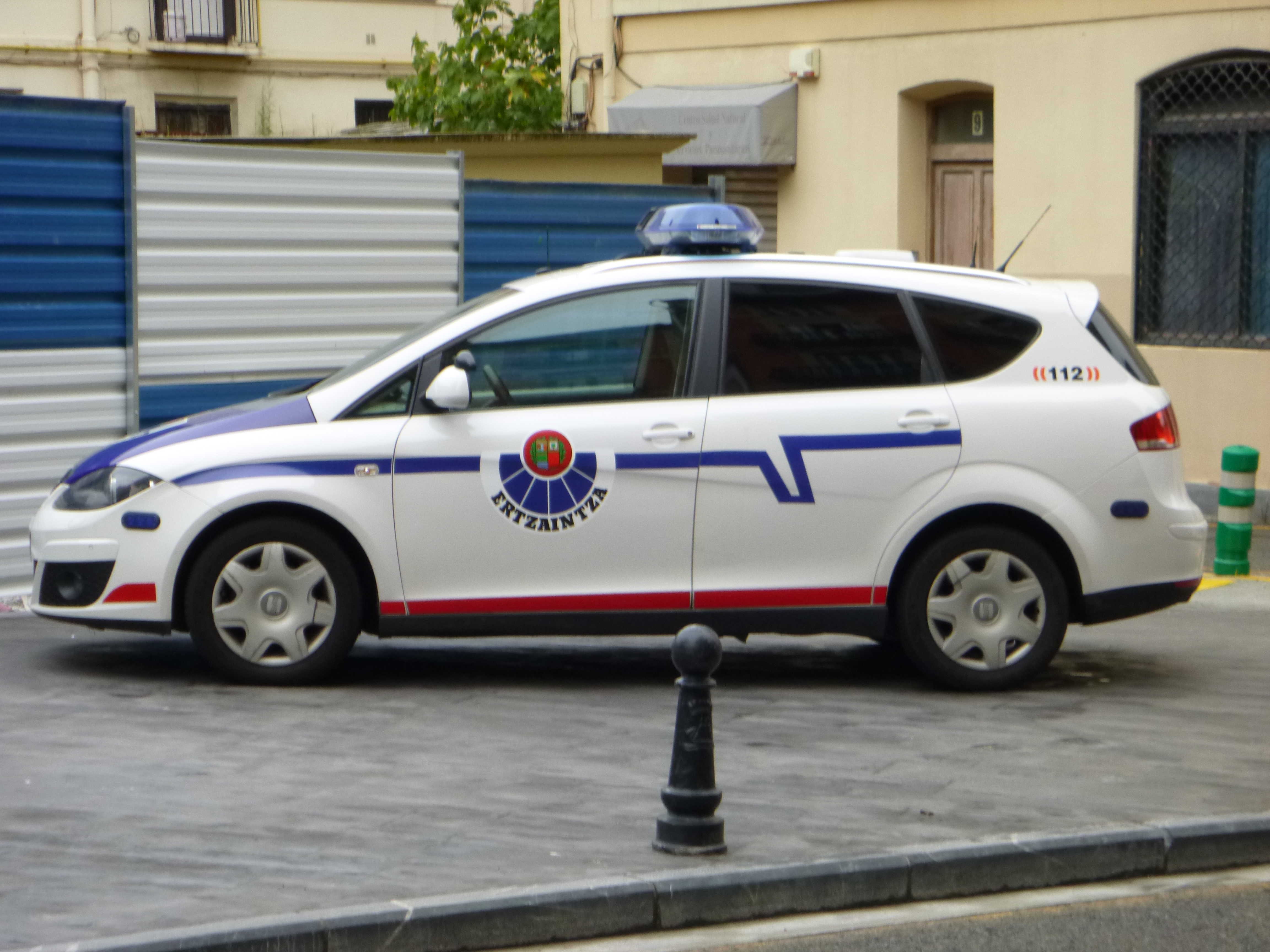
Vehículo de la Ertzaintza visto lateralmente.

Aunque el grueso de las competencias en la lucha contra la banda terrorista ETA en el País Vasco corresponden al Cuerpo Nacional de Policía y la Guardia Civil, la Ertzaintza también tiene atribuciones en esta materia. Es la Oficina Central de Inteligencia la unidad especializada en la lucha contra ETA y su entorno, así como en las nuevas amenazas internacionales como el yihadismo.
La Oficina Central de Inteligencia es heredera de la División Antiterrorista, un grupo mucho más amplio (hasta 500 efectivos) creado por el consejero Rodolfo Ares durante el Gobierno de Patxi López, en el que se fijó una política de "tolerancia cero" contra ETA y su entorno. Tras el cese definitivo decretado por la banda terrorista en 2011, la dotación de las unidades antiterroristas de la Policía vasca se redujo notablemente.
Históricamente, esta unidad ha tenido varias denominaciones como Unidad de Información y Análisis (UIA) o antes Adjuntos a la Viceconsejería de Seguridad AVCS.

## Vehículos de la Ertzaintza

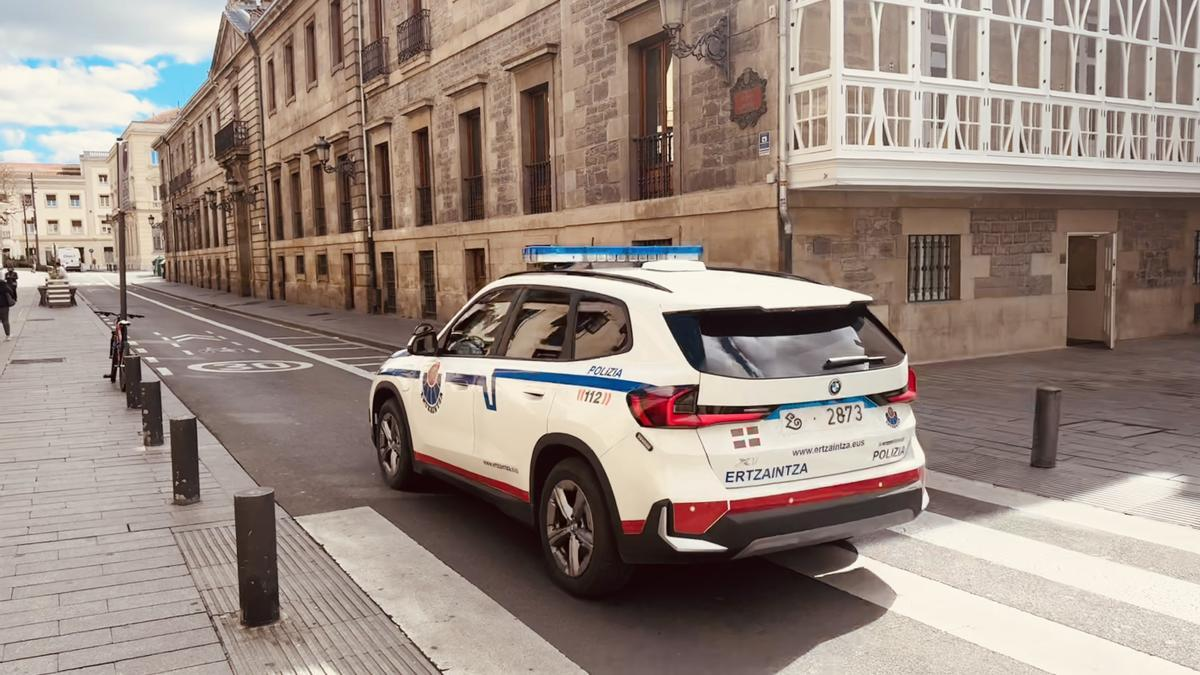
Nuevos BMW X1 para la sección de Seguridad Ciudadana de la Ertzaintza, patrullando por las calles de Euskadi.

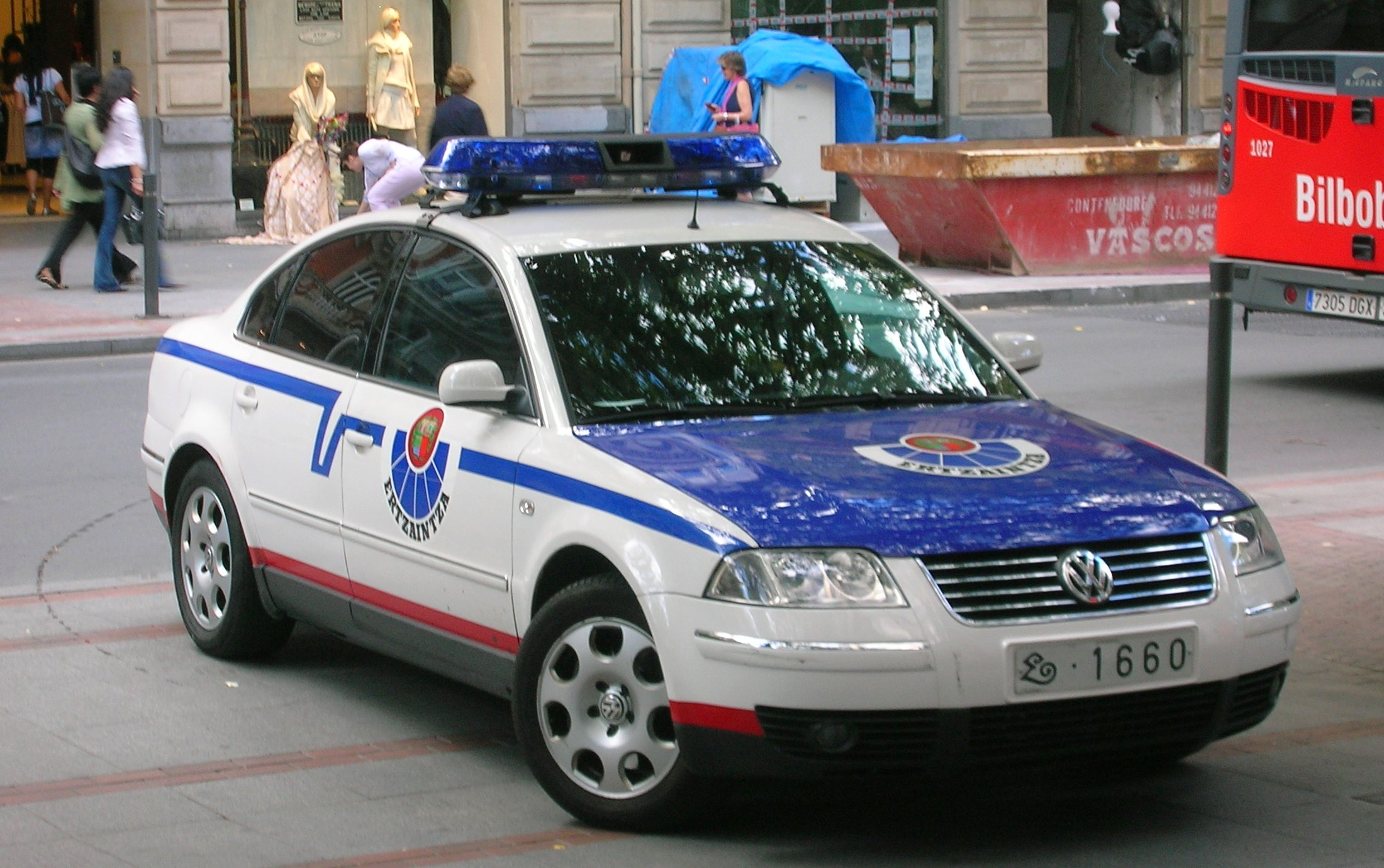
Antiguo coche patrulla blindado en Bilbao (este modelo actualmente, solo se utiliza para las prácticas que se llevan a cabo en la academia vasca de policía y emergencias).

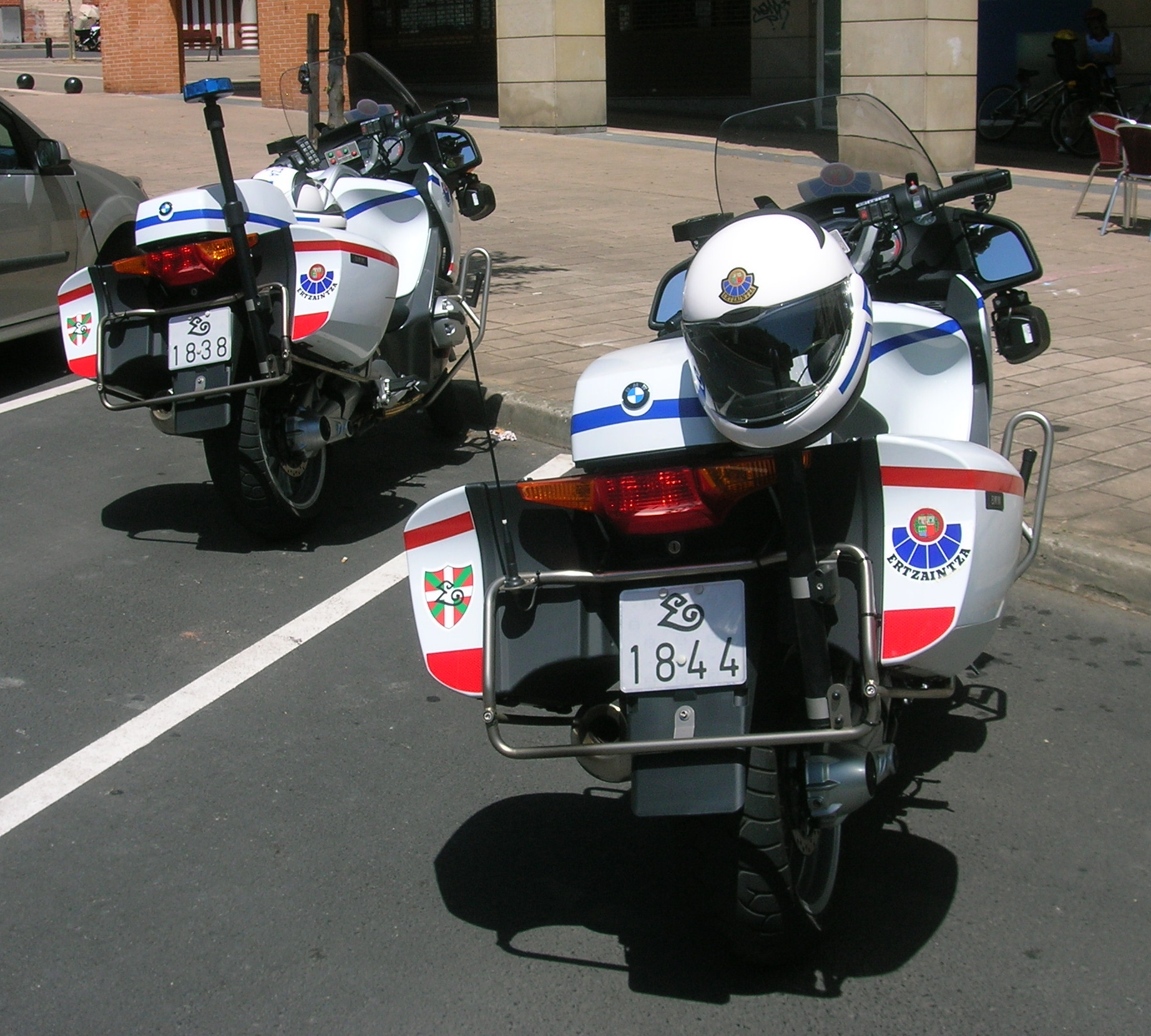
Motos de la Ertzaintza.

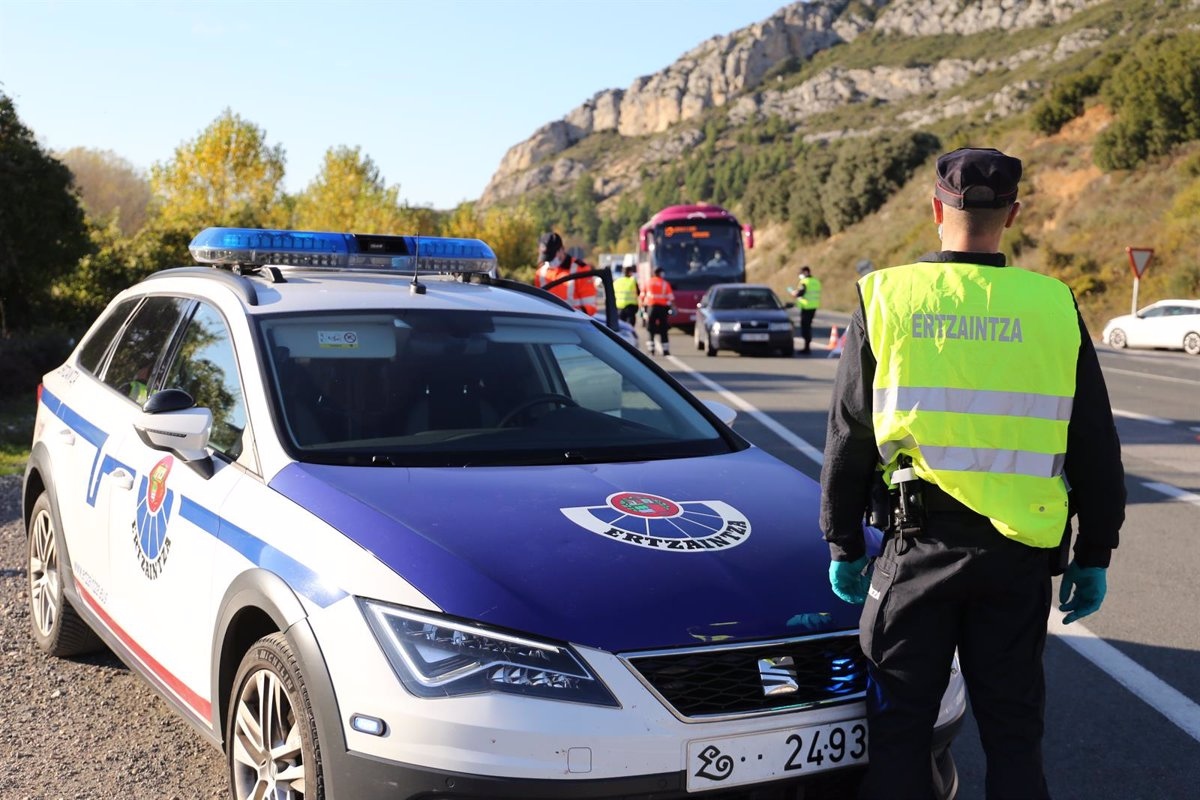
Vehículo de la Ertzaintza en un control.

A finales de 2014 la Ertzaintza disponía de 85 furgonetas antidisturbios (edad media: 17 años), 1162 coches camuflados (12 años), 485 coches patrulla (7 años), 143 motocicletas (12 años), 47 furgonetas de tráfico (6 años), 70 furgones de atestados (8 años), 23 vehículos celulares para el traslado de detenidos (12 años), entre otros.
Los vehículos con distintivos o rotulados son blancos con partes coloreadas en azul y en rojo. Lucen el escudo de la Ertzaintza y una ikurriña. En sus placas de matrícula, especiales para el cuerpo, figura una E gótica y el número identificativo. En la actualidad, los vehículos más comunes son los siguientes:
- BMW X1 XDrive 25e
- Seat León X-Perience
- Toyota Land Cruiser
- Seat Altea XL
- Volkswagen Passat (actualmente en desuso para tareas de seguridad ciudadana)
- Nissan Patrol GR (actualmente en desuso para tareas de seguridad ciudadana)
- Nissan Patrol (actualmente en desuso para tareas de seguridad ciudadana)
- Nissan Pathfinder
- Mercedes-Benz Sprinter
- Mercedes-Benz Vito
- Volkswagen Transporter
- BMW 1200 RT
- BMW 1250 RT/P
- Eurocopter EC-135

## La Ertzaintza fuera de la comunidad autónoma del País Vasco
El 1 de marzo de 2010, la Ertzaintza se incorporó al Centro de Cooperación Policial y Aduanera (CCPA) de Hendaya (Francia), una comisaría conjunta donde colabora intercambiando información con las fuerzas de seguridad francesas. En el CCPA de Hendaya participan también la Guardia Civil, el Cuerpo Nacional de Policía y los Servicios de Vigilancia Aduanera de la Agencia Tributaria. A diferencia de las Fuerzas de Seguridad del Estado, la Ertzaintza no puede operar en el extranjero, aunque, por orden judicial,[cita requerida] sí lo ha hecho fuera de la comunidad autónoma del País Vasco.

## Sindicatos y conflictividad laboral
El 90 % de los ertzainas está afiliado a algún sindicato. Tras las elecciones de octubre de 2014, son cinco las organizaciones con representación:
- ESAN (Ertzaintzaren Sindikatu Abertzale Nazionala): sindicato corporativo surgido de una escisión de la central ELA mayoritaria en la función pública vasca.
- Erne (Ertzainen Nazional Elkartasuna): es un sindicato independiente y corporativo con presencia también en policías locales del País Vasco. Su secretario general es el ertzaina Roberto Seijo.
- ELA: sección sindical del principal sindicato de clase del País Vasco.
- Sipe (Sindicato Profesional de la Ertzaintza): sindicato corporativo heredero en parte de la antigua sección sindical de la Unión General de Trabajadores.
- Euspel (Euskal Polizien Elkartasuna): sindicato corporativo de reciente creación y surgido en la base de Berroci.

Hasta las últimas elecciones, también la sección sindical de Comisiones Obreras tuvo representatividad en los órganos internos.
En los últimos meses,[¿cuándo?] los sindicatos han conformado una "unidad de acción", criticando la política de "imposición" de Beltrán de Heredia y los recortes en las condiciones laborales.